# اچ‌ام‌اس سنچوریون (۱۶۹۱)
اچ‌ام‌اس سنچوریون (۱۶۹۱) (به انگلیسی: HMS Centurion (1691)) یک کشتی بود که طول آن ۱۲۵ فوت ۸٫۵ اینچ (۳۸٫۳ متر) بود.